# Алексије Комнин (син цара Андроника I)
Алексије Комнин (око 1170 – 1199) је био ванбрачни син цара Андроника I Комнина, византијског цара (р. 1183 – 1185) и његове рођаке и љубавнице Теодоре Комнине, удовице краља Балдуина III, јерусалимске краљице.
За време владавине цара Манојла I Комнина (р. 1143–1180), Алексије је пратио свог оца Андроника у изгнанству, посећујући, између осталог, Краљевину Грузију. Грузијски краљ Ђорђе III, њихов рођак, доделио је Андронику неколико замкова у Кахетији на истоку Грузије. Андроник се вратио у Цариград и узурпирао византијску круну 1183, да би био збачен и убијен 1185. Алексије је затим побегао у Грузију, где је враћен на грузијска имања свог оца. У једном тренутку су га неки грузијски племићи чак сматрали кандидатом да постане супруга краљице Тамаре од Грузије.
Према грузијској историјској традицији, током боравка Андроника I у Грузији, он је оставио потомство у земљи, које је процветало и изнедрило племићку породицу Андроникашвилија, односно „Андроникове потомке“. Пошто Андроник I у то време није имао синове од грузијске љубавнице, савремени научници воде порекло ове породице од Алексија, али је тачно порекло презимена спорно, не само зато што посведочена генеалогија Андроникашвилија не почиње све до 16. век. Мишел Куршанскис сугерише да је породица можда добила име по сину Алексијевом. С друге стране, Сирил Туманоф је претпоставио да је лоза „провинцијских краљева“ Аластанија (око 1230–1348), позната из средњовековних грузијских извора и укључујући једног по имену Андроник (р. 1339–1348), можда припадала грузијски Комнин/Андроникашвили. Према његовом мишљењу, а следио га је Константинос Варзос, Алексије је имао сина Ђорђа „Великог“, који је добио власт Аластани као своје поткраљевство, и да је име „Андроникашвили“ настало тек после Андроника Аластанског, Алексијев пра-праунук.